# جواو نونيز
جواو نونيز (19 نوفمبر 1995 في البرتغال - ) هو لاعب كرة قدم برتغالي في مركز الدفاع. شارك مع منتخب البرتغال تحت 16 سنة لكرة القدم ومنتخب البرتغال تحت 17 سنة لكرة القدم ومنتخب البرتغال تحت 18 سنة لكرة القدم ومنتخب البرتغال تحت 19 سنة لكرة القدم ومنتخب البرتغال تحت 20 سنة لكرة القدم. أما مع النوادي، فقد لعب مع نادي بنفيكا بي ‏.

## وصلات خارجية
- جواو نونيز على موقع الاتحاد الدولي (مؤرشف)  (الإنجليزية)
- جواو نونيز على موقع الاتحاد الأوربي (الإنجليزية)
- جواو نونيز على موقع اتحاد المجر (الهنغارية)
- جواو نونيز على موقع قاعدة بيانات كرة القدم.إي يو (الإنجليزية)
- جواو نونيز على موقع Soccerway.com (الإنجليزية)